# Museo de Veterinaria Militar
El Museo de Veterinaria Militar es un museo histórico de las Fuerzas Armadas de España especializado en la exhibición de objetos relacionados con el desarrollo de la veterinaria militar. Se encuentra en el barrio de Campamento (Madrid), dentro de las instalaciones del Centro Militar de Veterinaria de la Defensa (CEMILVET), organismo del que depende.
Este museo ha realizado un esfuerzo por mostrar a través de sus colecciones la evolución que ha experimentado  desde sus orígenes la medicina veterinaria en el ámbito castrense. Pueden contemplarse instrumental quirúrgico de diferentes periodos, uniformes, albarelos, botiquines de ganado, equipos veterinarios de campaña y maquetas entre otros objetos. También alberga una biblioteca técnica con documentos antiguos de gran valor.
El Museo de Veterinaria Militar tiene su origen en el proyecto de la futura Sala de Exposición de la Veterinaria Militar de España, inaugurado en el año 1942. Durante los años posteriores, fue incrementándose la colección de objetos hasta que en 1986 se expusieron en una "Sala de Recuerdos" que se hizo permanente diez años después.